# آيزنشتات
آيزنشتات (بالإنجليزية: Eisenstadt)‏ هي مدينة تقع في النمسا وهي عاصمة ولاية بورغنلاند. بلغ عدد سكانها 14,476 نسمة حسب إحصائيات عام 2018. وتبلغ مساحتها 42.88 كيلومتراً مربعاً.

## المدن التوأمة
مدن كولمار، باد كيسينغن، ليجنانو سابيا دورو، سانوكي، كاغاوا و شوبرون هي مدن توأمة لآيزنشتات.

## معرض صور

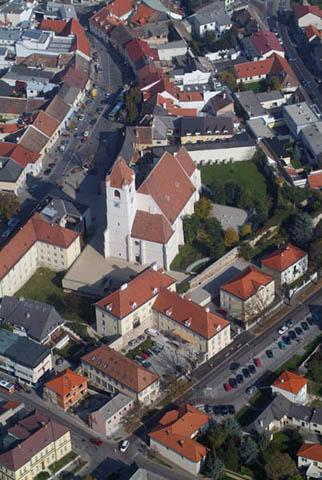
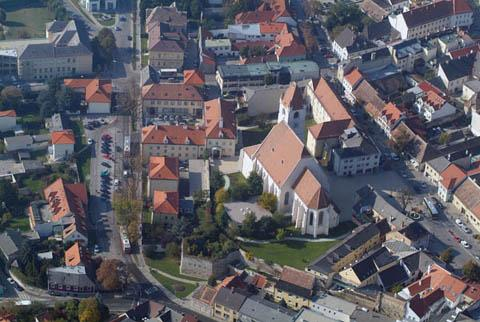
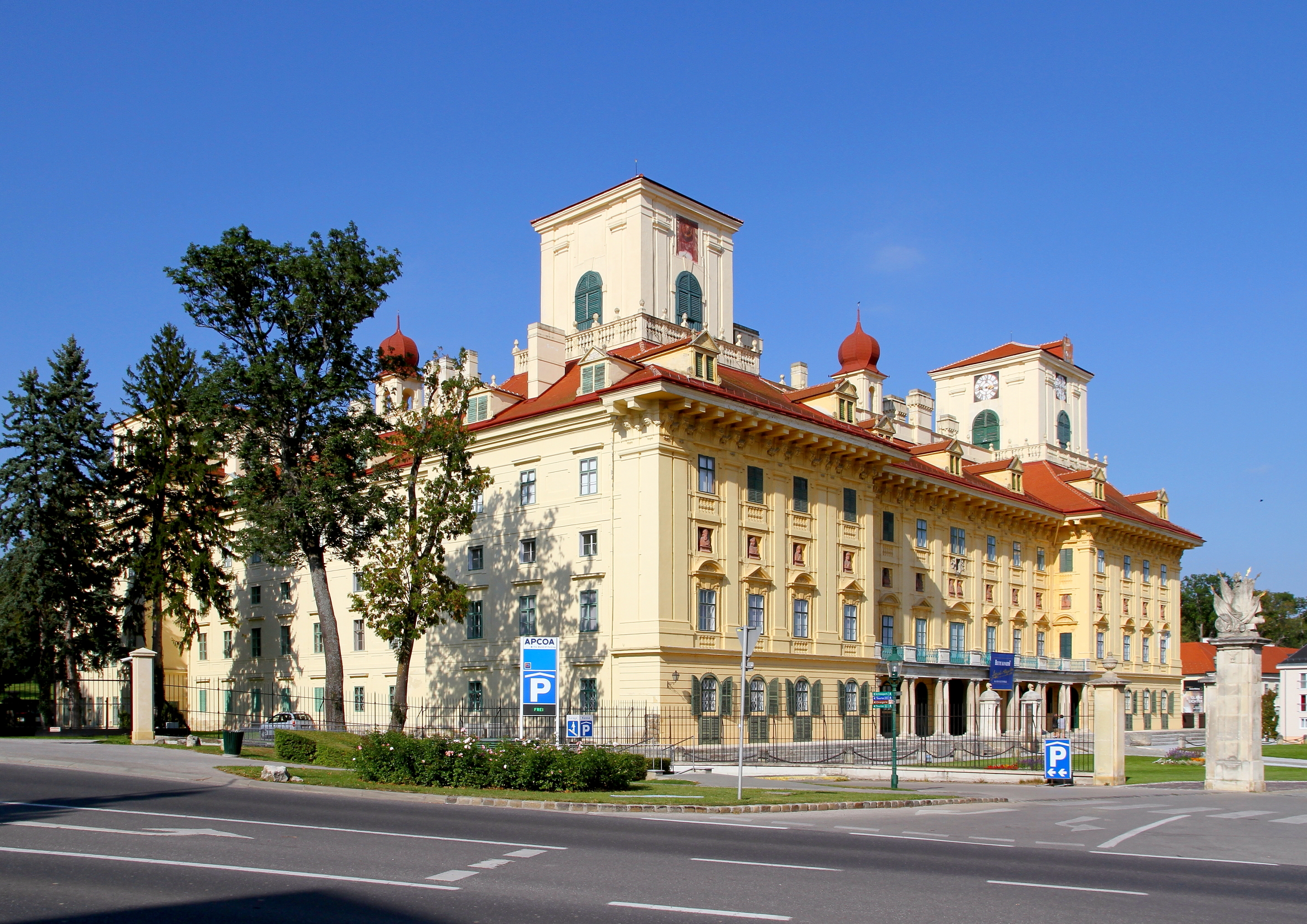

## أعلام
- ساندور وولف
- أندرياس إيفانشيتز
- غريغور فيرنر
- موشيه زئيف فيلدمان
- باتريك نيكلاس
- يوهان جوهانس هايدن
- توماس بورينيتش